# Gerhard Silber

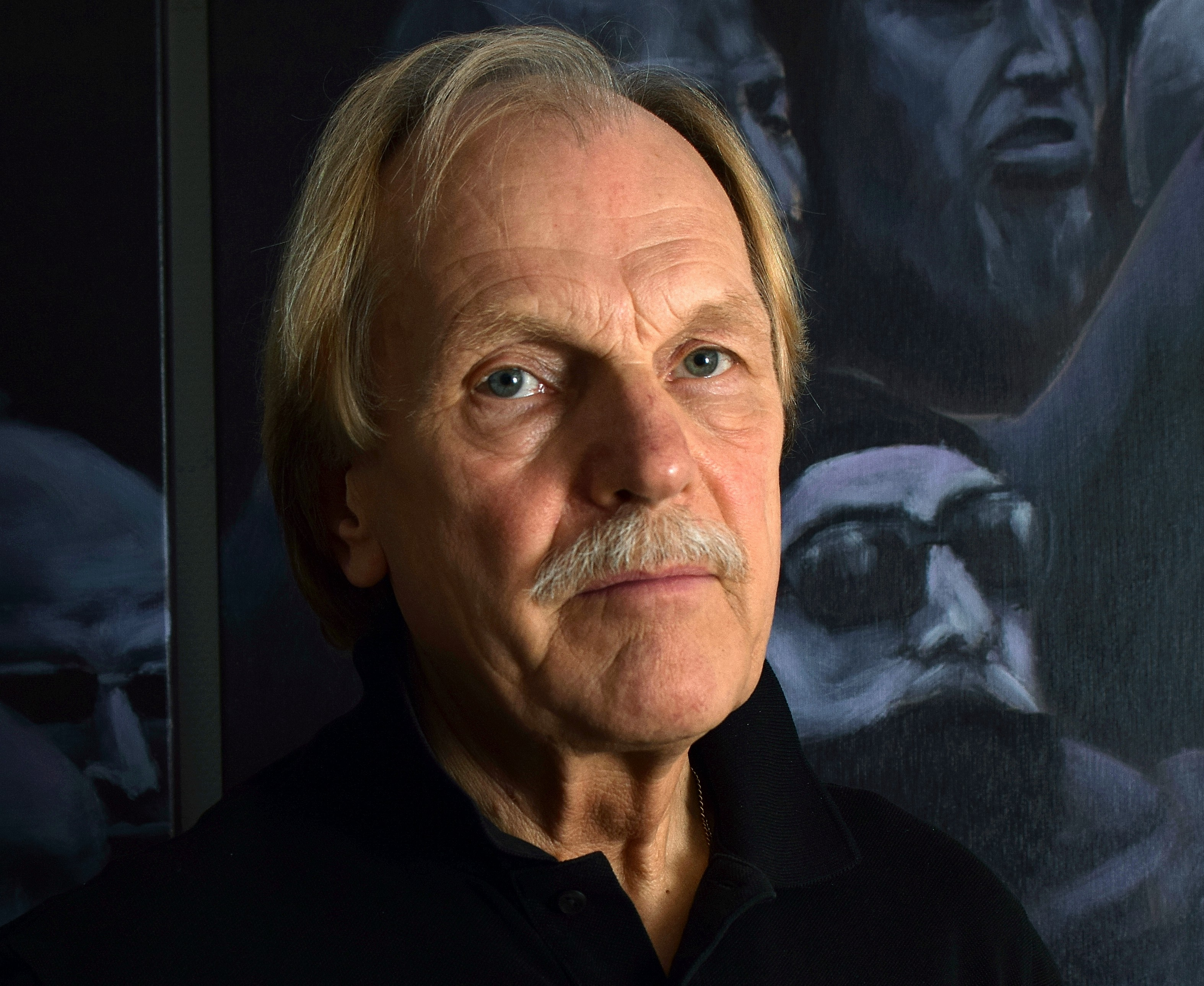
Gerhard Silber

Gerhard Silber (* 12. Oktober 1950 in Kassel) ist ein deutscher Wissenschaftler, Hochschullehrer und Bildender Künstler.

## Leben und Wirken

### Beruflicher und wissenschaftlicher Werdegang
Nach der Mittleren Reife absolvierte Silber in den Jahren 1969 bis 1972 zunächst eine Lehre als Plakatmaler und Dekorateur, wechselte aber dann in den Lehrberuf zum Technischen Zeichner. In der Zeit von 1973 bis 1975 besuchte er die Technikerschule und die Fachoberschule Kassel und erlangte dort die Abschlüsse als Maschinenbautechniker und die Fachhochschulreife.
Anschließend studierte Silber bis 1982 an der Beuth Hochschule für Technik Berlin den Studiengang Maschinenbau-Konstruktion und schloss diesen mit dem Grad des Diplom-Ingenieurs (FH) ab. Danach studierte er Physikalische Ingenieurwissenschaft an der TU Berlin.
Am 1. Institut für Mechanik der TU Berlin wurde Silber von 1982 bis 1986 als Wissenschaftlicher Mitarbeiter übernommen. Dort promovierte er 1986 mit summa cum laude zum Dr.-Ing. mit dem Thema Eine Systematik nicht-lokaler kelvinhafter Fluide vom Grade drei auf der Basis eines klassischen Kontinuummodelles bei Rudolf Trostel. Anschließend nahm Silber eine Assistenz-Professur am Institut für Mechanik wahr und habilitierte sich 1989 mit dem Thema Ein Beitrag zur Anwendung nicht-lokaler nicht-polarer Theorien in der Mechanik. Damit erwarb er die Venia Legendi und war bis 1992 als Privatdozent am Institut tätig.
Von 1989 bis 1992 erfolgte für Silber die Freistellung von der Hochschule für zeitlich begrenzte Tätigkeiten in  Wirtschaft und Industrie, u. a. bei Krauss-Maffei Wegmann in Kassel und der Bundesanstalt für Materialforschung und -prüfung in Berlin.
Im Jahr 1992 erhielt Silber den Ruf als Professor für Mechanik an der Frankfurt University of Applied Sciences (Frankfurt UAS) in Frankfurt am Main. Von 2002 bis 2016 war er zudem Geschäftsführender Direktor des Instituts für Materialwissenschaft (IfM), stellvertretender Geschäftsführer des Center of Biomedical Engineering Frankfurt und Wissenschaftlicher Leiter des interdisziplinären Forschungsschwerpunktes Präventive Biomechanik im Rahmen der Exzellenzforschung des Landes Hessen (LOEWE-Programm). Im Jahr 2010 wurde Silber durch die Hochschulleitung eine Forschungsprofessur verliehen, die er bis zu seiner Emeritierung 2016 bekleidete.
Im Jahr 2012 gründete er gemeinsam mit den Professoren Dieter Mankau und Peter Eckart der Hochschule für Gestaltung in Offenbach den Studiengang Material- und Produktdesign.
In seiner Zeit an der Frankfurt UAS akquirierte, entwickelte und führte Silber eine große Zahl von Forschungs- und Entwicklungsprojekten durch. Wichtige Forschungsprojekte waren beispielsweise die Entwicklung eines nicht-invasiven Messsystems zur Bestimmung des Innendruckes in Extrakorporal-Kreisläufen (Anwendung in der Hämodialyse) sowie Entwicklung des BOSS-Verfahrens (Body Optimization & Simulation System) mit Anwendungen in der Biomechanik von Autositzen, Matratzen, Sportschuhen, Fahrradhelmen, Stents, Babywindeln, Rasierapparaten. Im Mittelpunkt des BOSS-Verfahrens steht die Generierung digitaler Menschmodelle mit in-vivo-Eigenschaften von Muskel- und Fettgewebestrukturen auf Basis der Kontinuumsmechanik und Materialtheorie, der Finite-Elemente-Methode, bildgebenden Verfahren (MRT, CT) sowie numerischer Optimierungsalgorithmen zur Identifikation von Materialparametern.

### Wissenschaftliche Preise
Vom Förderverein der FRA-UAS wurde Silber 1997 mit dem Innovationspreis ausgezeichnet.
Im Jahr 2008 errang er den 2. Platz beim Forschungspreis der Hessischen Hochschulen für Angewandte Wissenschaften und wurde im gleichen Jahr für den Deutschen Zukunftspreis 2008 nominiert.

### Künstlerisches Wirken

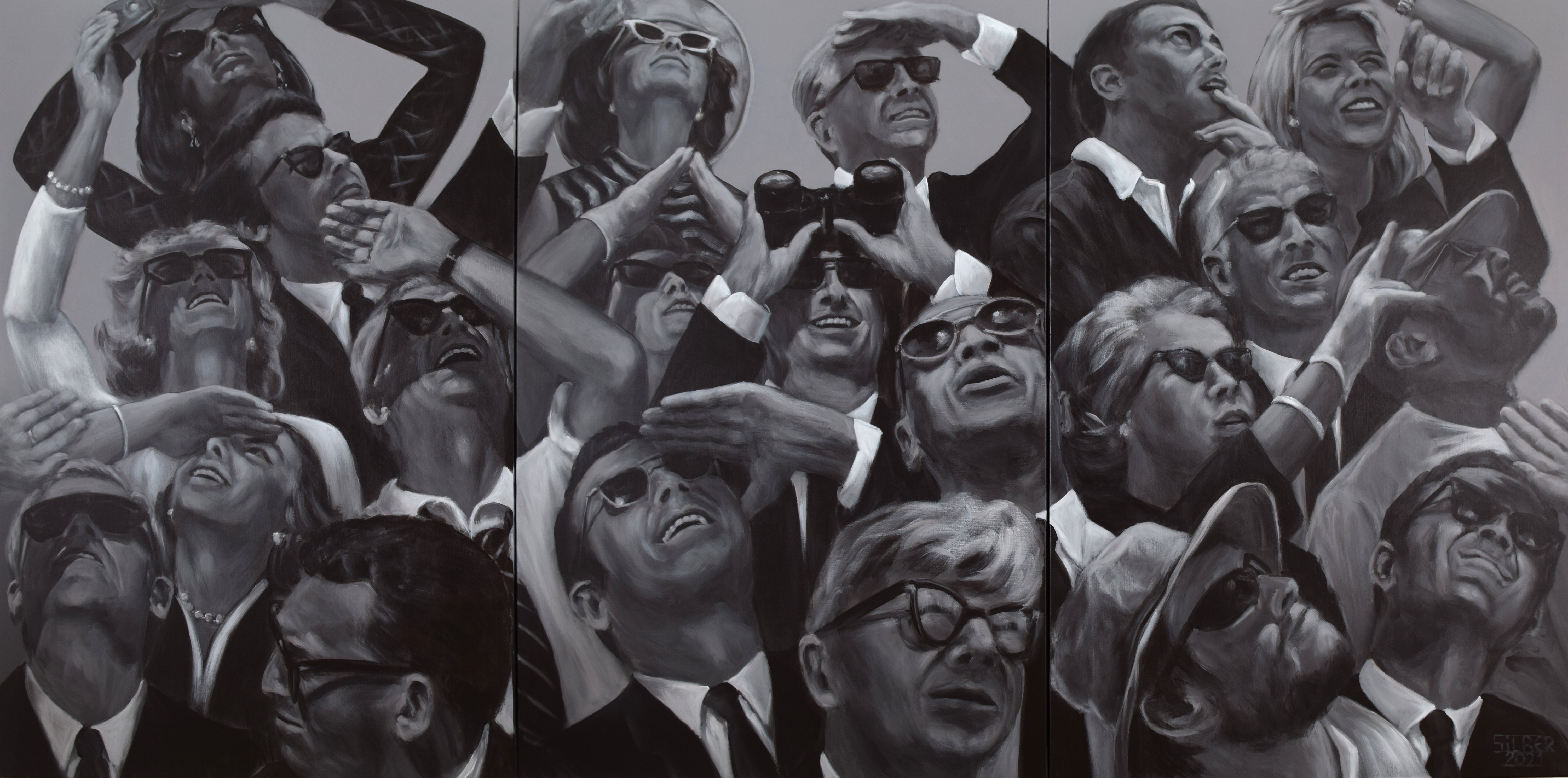
Brot & Spiele X, 150 cm x 300 cm (Triptychon), 2021

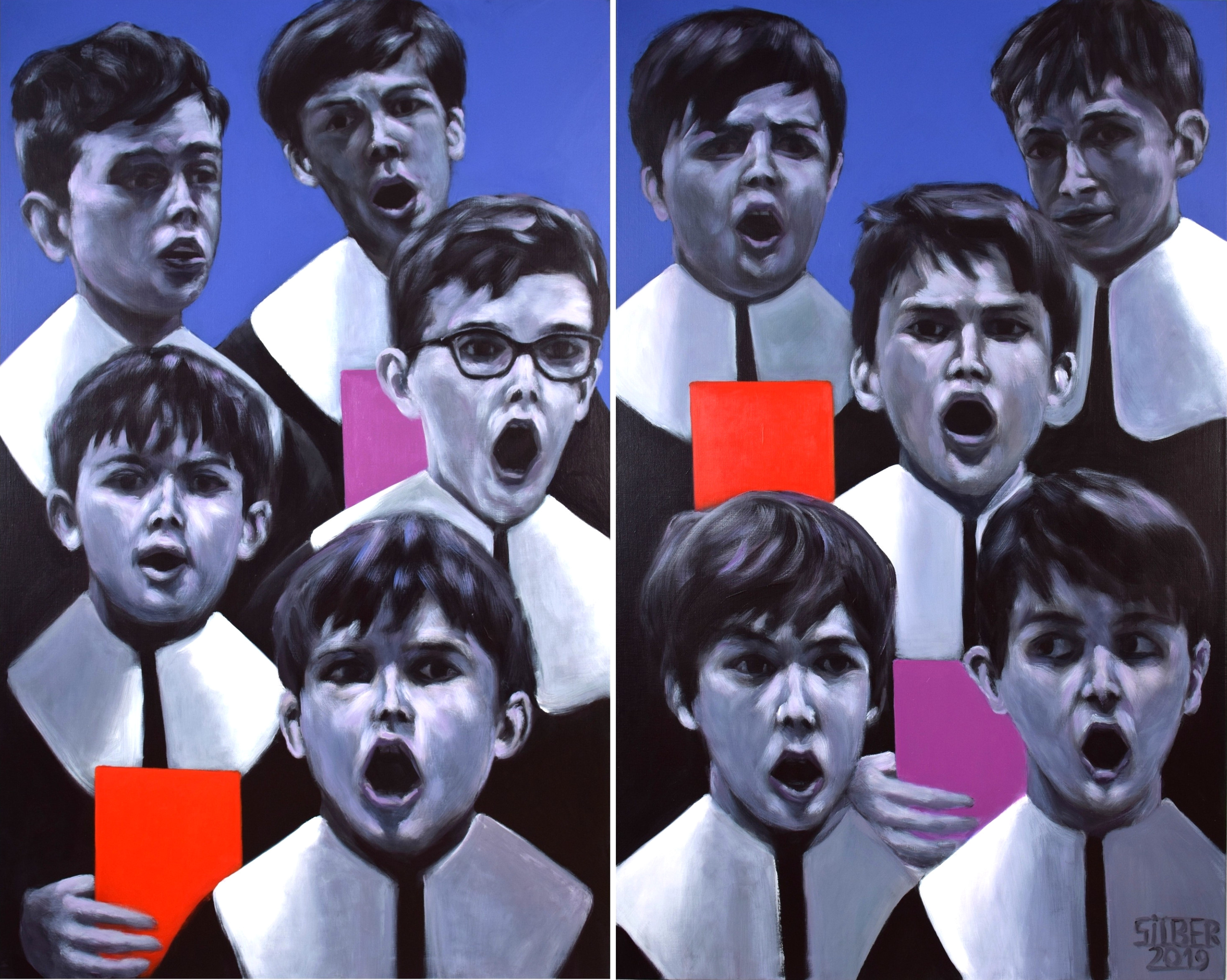
Der Schrei, 160 cm x 200 cm (Diptychon), 2019

Die Zusammenarbeit ab 2012 mit den Professoren Dieter Mankau und Peter Eckart der Hochschule für Gestaltung Offenbach war für Gerhard Silber die Initialzündung für seine Zuwendung zur Kunst.  2013 entstanden die ersten Acrylbilder auf Leinwand. Seitdem malt Silber bevorzugt Menschen, die gesellschaftliche Ereignisse beobachten. Die Dargestellten werden meistens auf großen Formaten in schwarz-weiß-Tönen abgebildet, wobei sich der Malstil als kritischer Realismus bezeichnen lässt.
Als Inspiration für seine Gemälde nutzt der Künstler Fotografien oder Film-Stills und kombiniert einzelne Szenen zu neuen Bildkompositionen.
Der Maler fasst seine Gemälde meist in Serien zusammen, die thematisch ähnliche Szenen zeigen. Beispiele hierfür sind die Serie Bomb Watchers, wo Zuschauer in den 1960er Jahren in den USA Atombombentests aus geringer Entfernung beobachten oder die Serie Brot und Spiele, in welcher jubelnde Menschenmengen bei unterschiedlichen Veranstaltungen auf Tribünen zu sehen sind. In der Serie Hunting wiederum sind Männer im Berufsumfeld, zum Beispiel auf dem Börsenparkett, die Hauptakteure. Hier wird das ganze Spektrum von Gefühlslagen im kapitalistischen Markt sichtbar: Aufregung, Euphorie, Verzweiflung, Ratlosigkeit, Frust, Angst.
Seit 2016 lebt und arbeitet Gerhard Silber als freischaffender Künstler in Wittmund und Bad Harzburg. Er ist verheiratet mit der Rechtsanwältin im Ruhestand und Schriftstellerin Eva-Maria Silber.

### Kunstauszeichnungen
Im Jahr 2016 wurde Silber für seine großformatigen kritisch-realistischen Gemälde „Refugees I–III“ mit dem Kunstgeflecht-Preis in Neunkirchen-Seelscheid ausgezeichnet.
Für sein Werk „Wittmund“ wurde er 2020 mit dem ARTiges-Preis 2020 geehrt.

### Kunstausstellungen (Auswahl)
- 2015: 23. Kunsttage Dornum, Projekt „Panic Room“, Wasserschloss Norderburg (Dornum)[10]
- 2016: 24. Kunsttage Dornum, Projekt Arrival, Wasserschloss Norderburg (Dornum)
- 2016: NordArt – Kunstwerk Carlshütte, Büdelsdorf
- 2016: Ausstellung Gesichter, Kunstverein Stade
- 2017: Kap-Hoorn ART Die Neunte – Kunst in der Halle 2017 – Kontraste, Bremen
- 2017: Helden, Galerie Kunst im Stern, Marl
- 2017: Spectrum Miami, Galerie Kerstan Stuttgart
- 2018: Nominierung zum artig-Kunstpreis 2018, Galerie Kunstreich, Kempten[11]
- 2018: Vorsicht Mensch!, Kunstpunkt Schleusenhaus, Stade[12][13]
- 2018: Jahresausstellung Künstler-Forum Schloss Zweibrüggen, Übach-Palenberg[14]
- 2019: Peacemaking, Elizabethtown College, Pennsylvania (USA) (Galerie Kerstan, Stuttgart)[15]
- 2019: Gott 2.0, Kunstkirche St. Josefshaus Wettringen
- 2019: Malerei, Galerie im End, Heinsberg (mit Dieter Crumbiegel)
- 2019: Blick auf heute, Taunus-Kunst-Triennale 1, Stadtmuseum Hofheim am Taunus[16]
- 2019: Kunstwerke XXL, In den Kunstwerken, Bad Wörishofen[17]
- 2020: Nominierung zum Kunstpreis ars loci 2020 – „Equality“, Rathaus und Kirche St. Martin, Nienburg/Weser[18]
- 2021: Mein Traum von Europa, Fahnenprojekt, Aula Carolina, Aachen[19]
- 2021: glaubWürdig, Maximilianhaus, Diözese Linz (Österreich)
- 2021: Ich & Du, Kunstsammlung Landratsamt Hofheim am Taunus[20]
- 2021: Der Tod ist ein Meister aus Ulm, Kunstpool Galerie am Ehinger Turm, Ulm
- 2022: Die Macht des Mythos, DA! Art-Award 2022, Stadtmuseum Landeshauptstadt Düsseldorf[21]

## Schriften / Werke (Auswahl)

### Wissenschaftliche Veröffentlichungen
- Eine Systematik nichtlokaler kelvinhafter Fluide vom Grade drei auf der Basis eines klassischen Kontinuummodelles, VDI-Verlag, Reihe 18: Mechanik/Bruchmechanik, Nr. 26, 1986, ISBN 3-18-142618-0
- Aggregate isotroper Tensoren zur Darstellung hyperelastischer anisotroper Stoffe, Zeitschrift für angewandte Mathematik und Mechanik, Nr. 68, Berlin, Wiley-VCH, Seiten 39–45, 1988, ISSN 0946-8463
- Preventive Biomechanics : Optimizing Support Systems for the Human Body in the Lying and Sitting Position, zusammen mit Christophe Then, Verlag Springer, Berlin Heidelberg, 2013, ISBN 978-3-642-29002-2
- Erhöhung der Crashsicherheit durch biomechanisch optimierten Sitzkomfort, zusammen mit Christophe Then, Holger Doepner,  Automobiltechnische Zeitschrift (Bd. 113, 31. Dezember 2010, Nr. 1, date:1.2011: 28-33)
- Technische Mechanik: Formelsammlung und Leitfaden, zusammen mit Arnold Kühhorn, Fachhochschulverlag, 1996, ISBN 3-923098-84-7
- Technische Mechanik 1 – Statik. Übungsbuch mit Simulationsdiskette, Fachhochschulverlag, 1994, ISBN 3-923098-82-0
- Technische Mechanik 2 – Elastostatik. Übungsbuch mit Simulationsdiskette, Fachhochschulverlag, 1995, ISBN 3-923098-83-9
- Technische Mechanik 3 – Kinetik. Übungsbuch mit Simulationsdiskette, Fachhochschulverlag, 1994, ISBN 3-923098-81-2
- Technische Mechanik für Ingenieure: Grundlagen für Studium und Praxis, zusammen mit Arnold Kühhorn, Verlag Hüthig, 2000, ISBN 3-7785-2620-0
- Bauteilberechnung und Optimierung mit der FEM: Materialtheorie, Anwendungen, Beispiele, zusammen mit Florian Steinwender, Vieweg+Teubner Verlag, 2005, ISBN 978-3-519-00425-7
- Method for Characterizing Viscoelasticity of Human Gluteal Iissue, zusammen mit Christoph Then und Thomas J. Vogl, Journal of Biomechanics, 2012
- Schwachstellen der Achillessehne simuliert, zusammen mit Majid Kardehs und Thomas J. Vogl, Goethe-Universität Frankfurt am Main, UniReport online, 2016
- New Methodology for Mechanical Characterization of Human Superfiscial Facial Issue Anisotropic Behaviour in vivo, zusammen mit Christophe Then, Bernd Stassen, Karl Depta, Journal of the Mechanical Behaviour of Biomedical Materials, Vol. 71, 2017
- Dynamic Material Characterization of Human Heel Pad Based on in vivoExperimental Tests and Numerical Analysis, zusammen mit Majid Kardeh, Thomas Vogl, Frank Hübner, Karen Nelson, Frank Stief, Medical Engineering  Physics, Vol. 38, Issue 9, 2016

### Veröffentlichungen Kunst
- NordArt 2016: International Art Exhibition, Hrsg. Kunst in der Carlshütte gGmbH, ISBN 978-3-9813751-9-0
- RHEIN!, Zeitschrift für Worte, Bilder, Klang, „Sechs Jahre“, Nr. 15, Seite 74 u. 75,  Hrsg. K. Roessler u. R. Stolz, 2017, ISBN 978-3-935369-39-8
- Ausstellungskatalog zur Jahresausstellung 2018, Herausgeber Künstler-Forum Schloss Zweibrüggen, Übach-Palenberg
- Eva Scheid: Blick auf heute, Taunus-Kunst Triennale 1, Herausgeber: Kreisstadt Hofheim am Taunus, Oktober 2019, ISBN 978-3-933735-55-3
- Katalog Mein Traum von Europa zur Präsentation des Fahnenprojekts anlässlich des Internationalen Karlspreises der Stadt Aachen Herausgeber Kulturwerk Aachen e.V., 2019
- RHEIN!, Zeitschrift für Worte, Bilder, Klang, Nr. 19, Seite 83 u. 84, Hrsg. K. Roessler u. R. Stolz, 2019, ISBN 978-3-935369-44-2
- Artiges 2020, Ausstellungskatalog, Herausgeber Kunstverein Ottobrunn e.V., Galerie Rathausstraße 5, 85521 Ottobrunn
- glaubWürdig, Ausstellungskatalog, Bildungszentrum Maximilianhaus, 4800 Attnang-Puchheim, Oberösterreich, Gerhard Silber, Seiten 22–25, 2021
- Frederic Lebaron et Piere Rimbert: L'Europe martiale, une bombe antisociale, in Le Monde Diplomatique, März 2025 , 4. März 2025
- Walter Baumfalk: Bildende Kunst in Ostfriesland im 20. und 21. Jahrhundert - Ein Künstlerlexikon, Hrsg. Ostfriesische Landschaft, 3. überarbeitete und erweiterte Auflage, 2025, Seiten 494 u. 495, ISBN 978-3-940601-78-0